# Stu Henderson
Stuart "Stu" Henderson es un personaje ficticio de la serie de televisión australiana Home and Away, interpretado por el actor Brenton Thwaites del 23 de agosto de 2011, hasta el 2 de febrero de 2012.

## Biografía
Inmediatamente después de unirse al grupo se hace el tatuaje "Blood & Sand" de la banda emocionado por ser parte de los River Boys comienza a presumirlo en la escuela, poco después junto a Heath Braxton son escogidos para vengarse de la banda rival perteneciente a Hammer Pirovic, ambos destruyen el coche de Hammer lo que ocasiona una pelea que termina siendo separada por la policía. 
Hammer y su banda decide vengarse y centran su atención en Stu por ser nuevo, lo golpean, le quitan su nuevo tatuaje y lo tiran fuera de la casa de Heath y Darryl Braxton, después de que lo encuentran lo llevan al hospital donde lo someten a una cirugía de brazo y se recupera. El ataque a Stu ocasiona que las dos bandas se enfrenten de nuevo, esta vez termina con varios de la banda de Hammer encarcelados o muertos.
Poco después Stu conoce a Sasha Bezmel, cuando esta decide escaparse de su primer día de clases y pasa todo el día con ella, cuando el padre de Sasha, Sid Walker los ve le dice a Stu que se aleje de ella, pero más tarde los deja salir. Más tarde Stu le pide a Sasha que le mande una foto sexy y ella le envía una en donde aparece sin blusa. Su medio hermano Dexter Walker al ver la foto le dice a Sasha que Stu la ha estado mostrando pero ella no le cree y se va con él.
Cuando Stu le dice a Sasha que la ama esta queda encantada, sin embargo su felicidad no dura cuando Stu le reclama cuando no responde sus mensajes, aunque Sasha le dice que no pudo porque no tenía crédito este no le cree, se enfurece y la abofetea. Sasha queda sorprendida por el golpe pero inmediatamente Stu se disculpa y le da un anillo, así que Sasha decide perdonarlo. Más tarde Sid acusa a Stu y a Sasha de tomar su receta de prescripciones, sin embargo poco después descubre que April Scott es la responsable.
Más tarde Stu hace un dibujo para Sasha y esta se lo tatúa en su estómago, cuando Sasha se lo muestra Stu la abofetea de nuevo, Sid entra en medio de la discusión y decide llevarse a Sasha a cenar, sin embargo se desiluciona cuando su padre cancela la cita debido al trabajo. Inmediatamente Stu llega y se disculpa con Sasha y esta lo perdona otra vez.
Cuando Stu ve a Sasha platicando con un amigo y luego recibe un mensaje de él, Stu se pone celoso y la golpea de nuevo, Sasha le grita que se vaya y más tarde platica con Ruby Buckton acerca de terminar su relación con él, decidida a acabar con los maltratos Sasha le devuelve el anillo a Stu, quien molesto se roba el auto de Xavier Austin, cuando regresa le exige a Sasha que entre en el auto y ella lo hace, Stu le suplica que lo perdone y ella lo acepta de nuevo.
Durante la fiesta de la escuela Sid Walker ve por fin a Stu golpeando a su hija y furioso lo ataca. En el 2012 su padre Alan amenaza a Sid con golpearlo por lo que le hizo a su hijo y le dice a Sasha que ella es la culpable de todo lo que le pasó a Stu, quien se recupera en el hospital.
Mientras Stu se encuentra con Sasha para discutir acerca del comportamiento de sus padres su padre, Alan llega y los encuentra juntos, molesto saca a Stu y más tarde este le revela a Sasha que su padre lo golpea y que ha tomado la decisión de irse de la había.  
Más tarde Alf Stewart encuentra el cuerpo de Stu cerca del Caravan Park. Luego se revela que Stu murió cuando se cayó y se golpeó la cabeza mientras jalaba a Sasha.